# 祖奧·馬里奧
祖奧·馬里奧·纳瓦尔·达科斯塔·爱德华多（葡萄牙語：João Mário Naval da Costa Eduardo；1993年1月19日—），葡萄牙足球運動員，司職中場，現效力於土耳其足球超级联赛球隊比錫達斯。

## 职业生涯
马里奥是葡萄牙体育青訓出身，2011年进入一线队，2014年被外借到維多利亞塞圖巴爾一个赛季，回歸士砵亭後逐漸成爭標主力，並贏得2015年葡萄牙杯。2016年8月27日，以4000萬歐元加500萬歐元浮動獎勵由士砵亭轉會國際米蘭。

## 国家队生涯
在入选国家队之前，马里奥是葡萄牙各级青年队的常客，2014年首次入选国家队。2016年歐洲國家盃上，马里奥身披10号球衣，作为葡萄牙國家隊的主力球员和球队一道赢得欧洲杯冠军。
2017年，马里奥又参加了在俄罗斯举办的联合会杯，随队获得季军。2017年11月10日，马里奥在和沙特阿拉伯的友谊赛中打进国家队生涯首球。

## 榮譽
葡萄牙体育
- 葡超冠军：2020–21
- 葡萄牙联赛杯冠军：2020–21
- 葡萄牙盃冠军：2014–15
- 葡萄牙超級盃冠军：2015

葡萄牙國家隊
- 歐洲國家盃冠軍：2016年